# Felix Beijmo
Felix Olof Allan Nelson Beijmo (Stoccolma, 31 gennaio 1998) è un calciatore svedese, difensore dell'Aarhus.

## Caratteristiche tecniche
Viene descritto come un terzino destro fisico, abile nella fase difensiva e dotato di una buona tecnica individuale. È stato paragonato al connazionale Emil Krafth.

## Carriera

### Club
A livello giovanile è cresciuto nel vivaio del Brommapojkarna, dove è approdato quando aveva 7 anni. Nel 2013-2014 Beijmo è stato anche uno dei protagonisti del programma televisivo Fotbollsfabriken andato in onda su TV4, nel quale si seguivano da vicino i migliori prospetti Under-15 del Brommapojkarna.
Il 3 aprile 2015 ha debuttato con la prima squadra del Brommapojkarna all'età di 17 anni e 62 giorni, giocando da titolare la prima giornata del campionato di Superettan 2015 (sconfitta per 0-1 contro l'Östersund). Nel corso di quella stagione gioca 10 partite in totale, ma la squadra retrocede in Division 1. L'anno successivo ottiene più spazio.
Tra il febbraio e il marzo del 2017, in precampionato, ha disputato alcune gare di Coppa di Svezia, ma a pochi giorni dall'inizio dell'Allsvenskan 2017 viene ceduto a titolo definitivo al Djurgården, con cui firma fino al 2020. Nonostante fosse alla sua prima esperienza nel massimo campionato nazionale, Beijmo si è imposto fin dalla prima partita nello schieramento di partenza dell'allenatore Özcan Melkemichel.
Il 12 giugno 2018 è stato acquistato dal Werder Brema per circa tre milioni di euro, la cifra più cara di sempre per un difensore dell'Allsvenskan, la massima serie svedese. In Germania tuttavia non è riuscito ad ottenere spazio in prima squadra, nel corso della stagione 2018-2019 infatti non ha mai giocato con la prima squadra.
Il 13 agosto 2019, ultimo giorno della finestra estiva del mercato svedese, il Werder Brema lo ha girato in prestito al Malmö FF fino alla fine dell'anno.
Rimasto sul mercato anche dopo essere tornato dal prestito al Malmö, il 31 gennaio 2020 Beijmo è stato oggetto di un nuovo prestito, questa volta nella seconda serie tedesca al Greuther Fürth fino al termine della 2. Bundesliga 2019-2020. Qui ha collezionato cinque presenze.
Il 12 agosto 2020 il Malmö FF ha annunciato il ritorno di Beijmo in maglia azzurra, questa volta a titolo definitivo con un contratto di tre anni e mezzo. La sua Allsvenskan 2020 si è chiusa a livello personale con tre sole apparizioni, tutte dalla panchina, con il tecnico Jon Dahl Tomasson che gli ha preferito il terzino Eric Larsson. La squadra ha tuttavia vinto quel campionato, così come l'anno successivo durante il quale Beijmo ha fatto registrare 14 presenze. Beijmo è rimasto nel club azzurro fino al termine della stagione 2022, conclusa dal Malmö al settimo posto in campionato.
Nel gennaio 2023 è stato infatti ceduto in prestito ai danesi dell'Aarhus fino all'estate seguente, acquistandolo poi a titolo definitivo con un contratto fino all'estate del 2026.

### Nazionale
Ha giocato nelle nazionali giovanili svedesi Under-17, Under-18, Under-19 ed Under-21.

## Statistiche

### Presenze e reti nei club
Statistiche aggiornate al 27 maggio 2018.
| Stagione              | Club                  | Campionato            | Campionato | Campionato | Coppe nazionali | Coppe nazionali | Coppe nazionali | Coppe continentali | Coppe continentali | Coppe continentali | Supercoppe | Supercoppe | Supercoppe | Totale | Totale |
| Stagione              | Club                  | Comp                  | Pres       | Reti       | Comp            | Pres            | Reti            | Comp               | Pres               | Reti               | Comp       | Pres       | Reti       | Pres   | Reti   |
| --------------------- | --------------------- | --------------------- | ---------- | ---------- | --------------- | --------------- | --------------- | ------------------ | ------------------ | ------------------ | ---------- | ---------- | ---------- | ------ | ------ |
| 2015                  | Brommapojkarna        | S                     | 10         | 0          | CS              | 1               | 0               | -                  | -                  | -                  | -          | -          | -          | 11     | 0      |
| 2016                  | Brommapojkarna        | D1                    | 24         | 1          | CS              | 4               | 2               | -                  | -                  | -                  | -          | -          | -          | 28     | 3      |
| feb.-mar. 2017        | Brommapojkarna        | S                     | 0          | 0          | CS              | 5               | 0               | -                  | -                  | -                  | -          | -          | -          | 5      | 0      |
| Totale Brommapojkarna | Totale Brommapojkarna | Totale Brommapojkarna | 34         | 1          |                 | 10              | 2               |                    | -                  | -                  |            | -          | -          | 44     | 3      |
| mar.-nov. 2017        | Djurgården            | A                     | 26         | 2          | CS              | 0               | 0               | -                  | -                  | -                  | -          | -          | -          | 26     | 2      |
| mar.-giu. 2018        | Djurgården            | A                     | 11         | 1          | CS              | 4               | 0               | -                  | -                  | -                  | -          | -          | -          | 15     | 1      |
| Totale Djurgården     | Totale Djurgården     | Totale Djurgården     | 37         | 3          |                 | 4               | 0               |                    | -                  | -                  |            | -          | -          | 41     | 3      |
| Totale carriera       | Totale carriera       | Totale carriera       | 71         | 4          |                 | 14              | 2               |                    | -                  | -                  |            | -          | -          | 85     | 6      |

## Palmarès
- Campionato svedese: 3

Malmö: 2020, 2021, 2023
- Coppa di Svezia: 2

Djurgården: 2017-2018
Malmö: 2021-2022